# 7804 Boesgaard
7804 Boesgaard este un asteroid din centura principală de asteroizi.

## Descriere
7804 Boesgaard este un asteroid din centura principală de asteroizi. A fost descoperit pe 24 septembrie 1960 la Observatorul Palomar de Cornelis Johannes van Houten, Ingrid van Houten-Groeneveld și Tom Gehrels. Asteroidul prezintă o orbită caracterizată de o semiaxă mare de 2,43 ua, o excentricitate de 0,14 și o înclinație de 6,7° în raport cu ecliptica.